# Agustín Moreno (tenista)
Agustín Moreno (Guadalajara, Jalisco, 31 de marzo de 1967) es un tenista mexicano retirado, que representó a México en los Juegos Olímpicos de Verano de 1988, en Seúl. Alcanzó el puesto 120 en la clasificación ATP.

## Biografía
Participó en varias ocasiones en la Copa Internacional Casablanca de tenis juvenil. Quedó finalista tanto en individuales como en dobles, junto a Karl Uwe, en la VII edición de la entonces denominada Copa Mundial Casablanca (1984) y campeón en dobles, junto a Arturo Márquez, en la siguiente edición del torneo, que cambió su nombre para denominarse Copa Internacional Ford-Casablanca. Fue además miembro del equipo mexicano de la Copa Davis entre 1985 y 1994.
Su momento más destacado fue 1988: ese año acudió a los Juegos Olímpicos de Seúl, donde fue derrotado por el sueco Stefan Edberg en el segundo asalto. También, el 18 de julio, logró alcanzar su máximo lugar en la lista de la Asociación de Tenistas Profesionales (ATP), colocándose como el 120imo mejor tenista en el mundo. Al año siguiente, el 15 de mayo de 1989, alcanzó el puesto 40 en el ranking ATP de dobles.
En 1999 fue elegido entrenador principal del equipo femenino Copa Federación, cargo que desempeñó hasta 2003. En 2004 pasó a dirigir al equipo Panamericano y en 2005 fue contratado para entrenar el equipo femenino de tenis de la University of South Florida.